# 三石川
三石川（みついしがわ）は、北海道日高振興局管内を流れ太平洋に注ぐ二級河川。三石川水系の本流である。

## 地理
北海道日高振興局日高郡新ひだか町にある二等三角点セタウシ山西部に源を発し、三石ダム（ダム便覧』）を経て三石付近の河口で太平洋に注ぐ。

## 地名由来
アイヌ語でピットウシ(小石があるところ)、ニトシ（樺皮の桶）による説、エマニッウシ（魚を焼く串による説、海岸に大きな岩が三つあるなどの諸説がある。

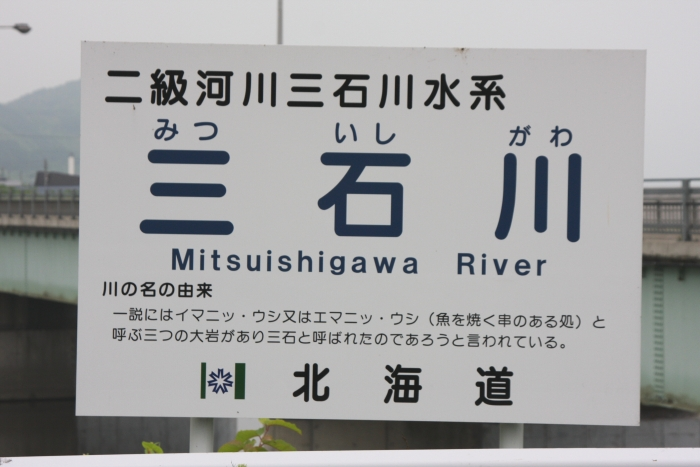
三石橋にある三石川の河川標識

## 流域の自治体
北海道
日高振興局日高郡新ひだか町

## 支流
括弧内は流域の自治体
- 右九号川（新ひだか町）
- ピラシュケ川（新ひだか町）
- 二股川（新ひだか町）
- 延出川（新ひだか町）
- 辺訪川（新ひだか町）
- 東蓬莱川（新ひだか町）
- 浦里川（新ひだか町）
- ルベシベ川（新ひだか町）
- ピシュンベボウ川（新ひだか町）

## 主な橋梁
- 二川大橋
- ウツマ橋
- 蓬莱橋 - 北海道道1025号静内浦河線
- 蓬莱新橋
- 三石川橋梁 - JR日高本線
- 三石橋 - 国道235号